# Maison du pasteur Paul Ferry
La maison du pasteur Paul Ferry est un édifice situé dans la commune française de Plappeville, en Moselle.

## Histoire
Les siècles des campagnes principales de construction sont le XVIe siècle et le 1er quart du XVIIe siècle.
La totalité de la maison est inscrite au titre des monuments historiques par arrêté du 22 novembre 2002.

## Description
La maison a été habitée par Paul Ferry. Elle a conservé l'essentiel de ses dispositions et dispose de cheminées datant de la fin du XVIe siècle, et du début du XVIIe siècle, ainsi que de grandes pièces lambrissées du début du XVIIIe siècle. Elle présente un intérêt historique lié à l'histoire du protestantisme.